# 28131 Dougwelch
28131 Dougwelch è un asteroide della fascia principale. Scoperto nel 1998, presenta un'orbita caratterizzata da un semiasse maggiore pari a 2,2261357 UA e da un'eccentricità di 0,1484452, inclinata di 3,03915° rispetto all'eclittica.